# スローダンス
『スローダンス』（SLOW DANCE）は、2005年7月4日から9月12日まで毎週月曜日21:00 - 21:54（第1回と最終回は22:09まで）にフジテレビ系の「月9」枠で放送されたテレビドラマ。主演は妻夫木聡。

## ストーリー
自動車教習所の指導員を務める芹沢理一（妻夫木聡）は、大学時代、映画監督を目指していたが、自分自身にブレーキを掛けてしまい夢を追わず今に至っていた。ある時理一はコーヒーショップで、注文したものと違っていたので取替えようとしたところ、牧野衣咲（深津絵里）に横入りだと非難される。衣咲を見た理一は彼女に見覚えがあった。衣咲は理一の自動車教習所の生徒でもあったが、かつて理一が通っていた高校に教育実習生として赴き、理一の人生に影響を与えた人物だった…。

## キャスト

### 主要人物
芹沢理一：妻夫木聡
25歳。自動車教習所の教官をしている。高校時代に出会った教育実習生からの言葉に感銘を受け、映画監督になるという夢を追うことを決意し大学は映像学科に進学したが、卒業時にその夢は諦めてしまった。
牧野衣咲：深津絵里
31歳。アパレルメーカーの販売店の店長で、独身。教育実習として訪れた高校で、実習の最終日に漫画「SLAM DUNK」の台詞を引用した挨拶をする。当時の生徒だった理一と自動車教習所の教官と生徒として再会する。
小池実乃：広末涼子
衣咲の店の店員。男受けが良くモテるが、高校時代の恋人とある約束をしている。
芹沢英介：藤木直人
理一の兄。マンションで兄弟二人暮しをしている。エリート銀行員だったが、脱サラしてバーを開く。もともと映画監督を目指していたのは英介の方だった。

### 理一の関係者
広瀬歩美：小林麻央
理一の大学時代の恋人で、客室乗務員をしている。今でも理一に想いを寄せている。
長谷部幸平：田中圭
共に映画監督を目指した、理一の大学時代の友人の一人。現在は実家の自動車修理工場で働く。実乃に好意を寄せる。
木田貴司：西野亮廣（キングコング）
共に映画監督を目指した、理一の大学時代の友人の一人。現在は番組制作会社でADをしている。
山内達郎：八十田勇一
理一が勤める「旭自動車学校」での同僚。
村上久志：田窪一世
「旭自動車学校」の所長。

### 衣咲の関係者
八嶋優太：小泉孝太郎
衣咲の会社の後輩で、本社の営業担当。実乃に気がある。
小野田幸太郎：浅野和之
衣咲の上司。調子の良いことを言いながら、長いものに巻かれるタイプ。
西山順子：村岡希美
衣咲の店のサブ店長。
梶誠：真木蔵人
衣咲の会社の同期。独身。エリートコースを歩んでいる。
牧野千景：高畑淳子
衣咲の母親。夫と離婚して以来一人で衣咲を育ててきたが、小学校時代の同級生との結婚を決める。
江上政之：勝村政信
衣咲の恋人。ドイツへの赴任が決まった際、衣咲に付いて来るようにプロポーズする。

### その他
園田雪絵：蛯原友里
英介の恋人で、モデルをしている。アルフレッドという名前の犬を飼っている。
一坂進：温水洋一
自動教習所の生徒。婚約者の花枝とタコライスを売っている。かつては俳優を目指していた。夜中にインターネットをする趣味がある。
（温水は同じクールで放送されていた「電車男」においても同じ役で出演している）
花枝：松野明美
一坂の婚約者。
小倉早苗：池田香織
歩美の同僚で、合コン仲間。
佐々木明：高岡蒼佑
実乃の高校時代の恋人。医者を目指し、北海道の大学に進学した。
日下部正一：岩松了
千景の婚約者。
テレビファクトリー社長：螢雪次朗
木田が勤める会社の社長。

## スタッフ
- 脚本 - 衛藤凛
- 演出 - 永山耕三、平野眞、成田岳
- プロデュース - 高井一郎、鹿内植
- 音楽 - S.D.Preppy
- 主題歌 - 福山雅治「東京」（ユニバーサルJ）
- 挿入歌（全曲サウンドトラックに収録） 
  - Paul Brundtland「So Beautiful」
  - 宇野実彩子、mayu「Groovin'」
  - 宇野実彩子、mayu、ECO「Good Time」
  - Paul Brundtland「Crazy Love」
  - 橘佳奈「Three Years」
  - 山下祐樹「Dance The Youth Away」
  - Akico（Amasia Landscape）「Don't You Wanna」
  - Paul Brundtland「Freedom」
  - 橘佳奈、mayu、natsu「One More Time」
  - Paul Brundtland「Believe Me」
  - 宇野実彩子「Now Is the Time」
  - 橘佳奈、mayu、ECO「恋のメロディー」
  - 山下祐樹「Chain」
  - 伴都美子「Hold me…」
- サウンドトラック - S.D.Preppy『SLOW DANCE ORIGINAL SOUND TRACK』（avex trax）
- 制作 - フジテレビドラマ制作センター
- 制作著作 - フジテレビ

## 放送日程
| 各話                                              | 放送日        | サブタイトル         | 演出     | 視聴率 | 備考     |
| ------------------------------------------------- | ------------- | -------------------- | -------- | ------ | -------- |
| 第1話                                             | 2005年7月4日  | 夏の恋が始まる       | 永山耕三 | 22.5%  | 15分拡大 |
| 第2話                                             | 2005年7月11日 | うっかりデート!      | 永山耕三 | 17.4%  |          |
| 第3話                                             | 2005年7月18日 | キスと接点           | 成田岳   | 15.8%  |          |
| 第4話                                             | 2005年7月25日 | ドキドキの雨宿り     | 平野眞   | 16.5%  |          |
| 第5話                                             | 2005年8月1日  | ギュッと抱いて心の傷 | 永山耕三 | 14.9%  |          |
| 第6話                                             | 2005年8月8日  | 飛び出した告白       | 成田岳   | 15.6%  |          |
| 第7話                                             | 2005年8月15日 | キスで気づく本心     | 平野眞   | 15.7%  |          |
| 第8話                                             | 2005年8月22日 | 後戻りできない朝     | 永山耕三 | 17.5%  |          |
| 第9話                                             | 2005年8月29日 | 届かない言葉         | 成田岳   | 15.3%  |          |
| 第10話                                            | 2005年9月5日  | もう離さないから     | 平野眞   | 16.8%  |          |
| 最終話                                            | 2005年9月12日 | ずっと好きでした     | 永山耕三 | 17.8%  | 15分拡大 |
| 平均視聴率16.9%（関東地区、ビデオリサーチ社調べ） |               |                      |          |        |          |

## その他
- 脚本・演出等のスタッフがDVDドラマ『東京フレンズ』にも参加しており、物語の共通の舞台ともなった居酒屋『夢の蔵』は店内の内装は異なるが、店外の看板は同一のものを用いている。
- 西野は本作がドラマ初出演であり、本来標準語で記載されている台本を自ら関西弁に直して撮影を行っていた。